# Campionati europei di corsa in montagna 2017
I XXIII Campionati europei di corsa in montagna si sono disputati a Kamnik, in Slovenia, l'8 luglio 2017. Il titolo maschile è stato vinto da Xavier Chevrier mentre quello femminile da Maude Mathys.

## Uomini seniores
Individuale
| Pos.    | Atleta           | Nazione     | Tempo    |
| ------- | ---------------- | ----------- | -------- |
| Oro     | Xavier Chevrier  | Italia      | 1h02'51" |
| Argento | Luís Saraiva     | Portogallo  | 1h03'34" |
| Bronzo  | Francesco Puppi  | Italia      | 1h03'35" |
| 4       | Emmanuel Meyssat | Francia     | 1h04'10" |
| 5       | Didier Zago      | Francia     | 1h04'30" |
| 6       | Johan Bugge      | Norvegia    | 1h04'39" |
| 7       | Andrew Douglas   | Regno Unito | 1h04'51" |
| 8       | Julien Rancon    | Francia     | 1h05'05" |
| 9       | Fabien Demure    | Francia     | 1h05'24" |
| 10      | Enrique Meneses  | Spagna      | 1h05'49" |

Squadre
| Pos.    | Squadra    | Punti |
| ------- | ---------- | ----- |
| Oro     | Francia    | 17    |
| Argento | Italia     | 17    |
| Bronzo  | Portogallo | 58    |

## Uomini juniores
Individuale
| Pos.    | Atleta              | Nazione     | Tempo  |
| ------- | ------------------- | ----------- | ------ |
| Oro     | Gabriel Bularda     | Romania     | 47'07" |
| Argento | Daniel Pattis       | Italia      | 47'30" |
| Bronzo  | Andrea Prandi       | Italia      | 48'22" |
| 4       | Abdülselam Bingöl   | Turchia     | 48'36" |
| 5       | Robin Faricier      | Francia     | 48'46" |
| 5       | Sylvain Cachard     | Francia     | 48'46" |
| 7       | Andrea Rostan       | Italia      | 49'41" |
| 8       | Joseph Dugdale      | Regno Unito | 49'55" |
| 9       | Emrah Günen         | Turchia     | 50'43" |
| 10      | Peter Daniel Herman | Romania     | 50'59" |

Squadre
| Pos.    | Squadra | Punti |
| ------- | ------- | ----- |
| Oro     | Italia  | 12    |
| Argento | Turchia | 24    |
| Bronzo  | Francia | 27    |

## Donne seniores
Individuale
| Pos.    | Atleta               | Nazione     | Tempo  |
| ------- | -------------------- | ----------- | ------ |
| Oro     | Maude Mathys         | Svizzera    | 49'30" |
| Argento | Sarah Tunstall       | Regno Unito | 50'51" |
| Bronzo  | Andrea Mayr          | Austria     | 51'43" |
| 4       | Karoline Holsen Kyte | Norvegia    | 53'16" |
| 5       | Victoria Wilkinson   | Regno Unito | 54'05" |
| 6       | Valentina Belotti    | Italia      | 54'30" |
| 7       | Axelle Mollaret      | Francia     | 54'37" |
| 8       | Monique Siegel       | Germania    | 55'21" |
| 9       | Silvia Schwaiger     | Slovacchia  | 55'27" |
| 10      | Sandrina Illes       | Austria     | 55'39" |

Squadre
| Pos.    | Squadra     | Punti |
| ------- | ----------- | ----- |
| Oro     | Regno Unito | 19    |
| Argento | Italia      | 33    |
| Bronzo  | Austria     | 40    |

## Donne juniores
Individuale
| Pos.    | Atleta                  | Nazione     | Tempo  |
| ------- | ----------------------- | ----------- | ------ |
| Oro     | Lisa Oed                | Germania    | 23'16" |
| Argento | Bahar Atalay            | Turchia     | 24'25" |
| Bronzo  | Gabriela Andre Doroftei | Romania     | 24'36" |
| 4       | Barbora Havlíčková      | Rep. Ceca   | 25'13" |
| 5       | Alexia Hecico           | Romania     | 25'34" |
| 6       | Scarlet Dale            | Regno Unito | 25'48" |
| 7       | Anna Macfadyen          | Regno Unito | 25'49" |
| 8       | Gaia Colli              | Italia      | 25'54" |
| 9       | Heidi Davies            | Regno Unito | 25'55" |
| 10      | Eylem Gür               | Turchia     | 26'10" |

Squadre
| Pos.    | Squadra     | Punti |
| ------- | ----------- | ----- |
| Oro     | Regno Unito | 22    |
| Argento | Romania     | 23    |
| Bronzo  | Turchia     | 25    |

## Medagliere
| Posizione | Paese       | Oro | Argento | Bronzo | Totale |
| --------- | ----------- | --- | ------- | ------ | ------ |
| 1         | Italia      | 2   | 3       | 2      | 7      |
| 2         | Regno Unito | 2   | 1       | 0      | 3      |
| 3         | Romania     | 1   | 1       | 1      | 3      |
| 4         | Francia     | 1   | 0       | 1      | 2      |
| 5         | Svizzera    | 1   | 0       | 0      | 1      |
| 5         | Germania    | 1   | 0       | 0      | 1      |
| 7         | Turchia     | 0   | 2       | 1      | 3      |
| 8         | Portogallo  | 0   | 1       | 1      | 2      |
| 9         | Austria     | 0   | 0       | 2      | 2      |